# Bataille de Véies
Conquête romaine de l'Italie
Guerres entre Rome et Véies
Troisième guerre de Véies

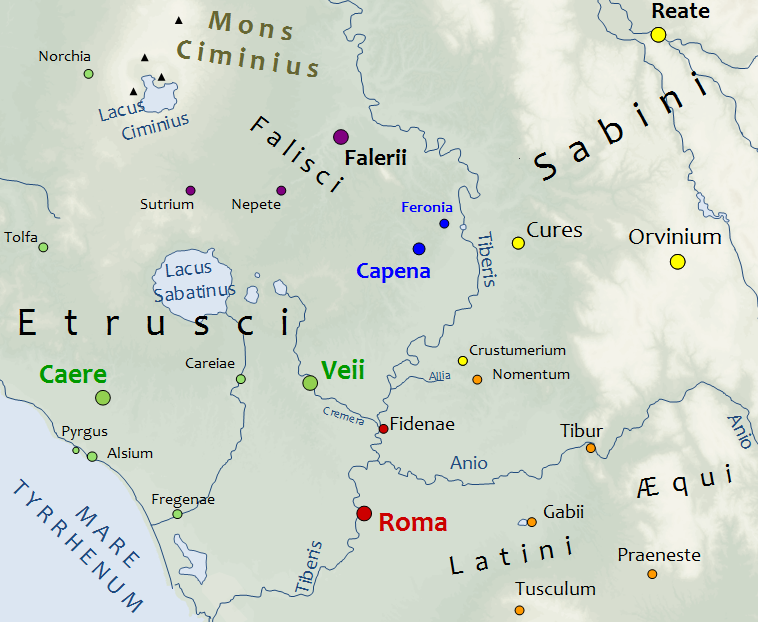
Rome, Véies, Capène et Faléries en 400 av. J.-C.

La bataille de Véies, connue également sous le nom de siège de Véies, se déroule durant la troisième guerre de Véies (406/403-396) et oppose la République romaine aux Étrusques assiégés de Véies. La ville tombe entre les mains des Romains vers 396 av. J.-C., à l'issue d'un siège long de dix ans selon la tradition telle qu'elle est rapportée par Tite-Live dans son Histoire romaine. Cette victoire marque un tournant dans l'histoire romaine : Rome devient la puissance dominante du Latium, ce qui va avoir pour conséquence une détérioration de ses rapports avec ses voisins territoriaux. Toutefois, l'expansion romaine est temporairement stoppée aux lendemains de cette victoire par une invasion gauloise qui se termine par la mise à sac de Rome.

## Les sources antiques

### Le récit de Tite-Live
Les connaissances actuelles des évènements de cette époque reposent essentiellement sur l’œuvre de l'historien romain Tite-Live qui s'appuie sur une tradition qui a déjà considérablement déformé les faits historiques. Tite-Live apporte son lot de modifications puisqu'à plusieurs reprises il s'éloigne de la tradition établie. S'il s'autorise ces réarrangements, utilisant un ton et un langage donnant à son récit une dimension épique, c'est probablement dans le but de captiver le lecteur. Ainsi le récit livien contient des scènes d'action, de ruse et de trahison, avec une touche de fantastique, alternant avec des moments où sont mis en avant l'honneur et la moralité des personnages. Parmi les autres sources disponibles, seul Diodore de Sicile écrit avant Tite-Live et fournit ainsi un récit indépendant. Toutefois, Diodore ne semble mentionner la guerre de Véies que pour signaler que c'est dans ce contexte que les Romains ont introduit la solde dans l'armée. Son récit est dépourvu de toute connotation épique.
En étudiant les similarités du récit livien avec d'autres récits épiques antiques et en le confrontant avec les données archéologiques récentes, il apparaît que Tite-Live exagère l'importance et la portée du siège de Véies. Une étude comparative du récit du siège de Véies avec d'autres passages de son Histoire romaine concernant des sièges montre que Tite-Live s'est inspiré de faits plus tardifs, usant d'anachronismes en projetant dans le passé des problématiques propres à d'autres époques. Pour donner plus d'ampleur à cette guerre, Tite-Live brouille le lecteur en évitant plusieurs fois de faire la distinction entre les Véiens et le reste de l'Étrurie, donnant ainsi l'impression que Rome s'est engagée dans une guerre contre un vaste empire. Toutefois les autres cités étrusques, comme Caeré, semblent avoir tout fait pour conserver de bons rapports avec les Romains. Tite-Live semble se servir de la fin du siège de Véies comme un décor pour mettre en avant la figure de Marcus Furius Camillus. Même s'il s'agit certainement d'un personnage historique, la tradition l'exploite pour en faire un champion des vertus romaines. Toutefois, même s'il est embelli et modifié au profit de Rome, le récit de Tite-Live livre de nombreux indices permettant de reconstituer les événements dans leur ensemble.

### La durée de la guerre
Cette troisième guerre dure dix ans selon la tradition telle qu'elle est rapportée par Tite-Live, pendant lesquelles la ville de Véies est assiégée de façon quasi-intinterrompue, ce qui n'est pas sans rappeler le déroulement de la guerre de Troie comme le souligne Appius Claudius Sabinus dans un discours que lui prête l'annaliste. Toutefois, le siège et les premières manœuvres militaires importantes ne débutent que trois ans après le casus belli, en 403 av. J.-C. C'est d'ailleurs cette année-là que Diodore de Sicile fait débuter la guerre. Si la tradition plus tardive a commencé son décompte à partir du casus belli et non à partir du début des premiers combats, c'est probablement pour rallonger artificiellement la durée de la guerre afin de faciliter le rapprochement avec la guerre de Troie, peut-être pour que le récit ait plus d'écho dans le monde grec. La datation fournie par la tradition livienne et le réarrangement probable de la durée de la guerre afin d'en faire un conflit décennal a pu avoir des conséquences sur la datation d'autres évènements ultérieurs et a pu participer au décalage observé avec la chronologie fournie par les auteurs grecs. Ainsi, la prise de Rome par les Gaulois intervient six années après la prise de Véies, en 390 av. J.-C. selon Tite-Live, mais d'après la chronologie grecque, elle est datée de 387/386 av. J.-C..

## La troisième guerre de Véies

### Les origines du conflit
Le conflit opposant Rome à Véies remonte au début du Ve siècle av. J.-C. alors que les deux villes se disputent le contrôle des salines de l'embouchure du Tibre et le contrôle du trafic du sel. Grâce à leur alliance avec la cité de Fidènes, idéalement située sur les rives du Tibre à une dizaine de kilomètres au nord de Rome, les Véiens contrôlent le passage du fleuve et profitent des échanges commerciaux entre le nord de l'Italie et la Campanie, une route commerciale qui ne passe donc pas par Rome.
La première guerre éclate une trentaine d'années après l'instauration du régime républicain à Rome. Il s'agit d'une guerre gentilice privée menée par la gens Fabia qui devait avoir un intérêt tout particulier à accroître sa domination sur la rive droite du Tibre. Cette guerre se conclut par un désastre pour les Romains lors de la bataille du Crémère où une grande partie des Fabii trouve la mort. Il s'ensuit une trêve de cinquante ans jusqu'à ce qu'éclate la deuxième guerre de Véies à l'issue de laquelle les Romains s'emparent de Fidènes. Les belligérants concluent une nouvelle trêve qui va durer vingt ans. Après la prise de Fidènes, l'objectif pour les Romains est de s'emparer de Véies afin de mettre un terme définitif à cette guerre.

### Les causes
Les causes de cette nouvelle guerre ne sont pas claires. Il est possible qu'elle ait été déclarée par les Romains qui après avoir maîtrisé la menace volsque au sud avec la prise d'Anxur, ayant besoin de conquérir de nouvelles terres plus proches de Rome, ont pu tourner toute leur attention sur Véies. Mais il est également possible que la déclaration de guerre romaine soit en fait la réponse à un acte d'agression des Véiens qui cherchent à reprendre le contrôle de la rive droite du Tibre, perdue à l'issue de la deuxième guerre de Véies. Ainsi, selon les historiens romains, ce sont les Véiens qui ont provoqué la guerre en renvoyant une délégation romaine et en menaçant de mort les ambassadeurs. Il est probable que l'entrée en guerre ait en fait été souhaitée par les deux parties en présence dès la fin de la trêve de vingt ans conclue en 426 av. J.-C.
Du côté des Véiens, les velléités de guerre semblent trouver leurs origines dans le parti populaire qui a souffert économiquement des conséquences de la deuxième guerre de Véies avec la perte du contrôle du trafic du sel et l'exclusion de la route commerciale passant par Fidènes. Le parti aristocratique, dont la richesse repose davantage sur la propriété terrienne, a dû moins souffrir de ce bouleversement économique et s'est opposé à une politique extérieure agressive. Finalement, le parti populaire l'emporte et renverse les institutions républicaines en place au profit d'un régime royal. Selon les auteurs antiques, c'est cette révolution qui aurait provoqué l'isolement des Véiens vis-à-vis des autres cités étrusques,. Ces dernières semblent avoir refusé d'envoyer de l'aide auprès des Véiens isolés, soit pour des raisons politiques, soit parce qu'elles doivent faire face au péril gaulois venu du Nord. Néanmoins, des peuples voisins tels les Capénates et les Falisques, craignant de tomber eux aussi sous la domination romaine et voyant d'un mauvais œil l'extension de cette domination à toute la basse vallée du Tibre, forment des alliances de circonstance. La formation d'armées coalisées va ralentir la progression du siège et retarder la victoire romaine finale.

### Le siège de Véies
Si la guerre est déclarée en 406 av. J.-C., le siège de Véies n'est établi qu'à partir de 403 av. J.-C., après qu'il a été décidé de maintenir les troupes en campagne même en hiver. Alors que les Romains s'approchent de plus en plus près de la ville étrusque, les travaux pour préparer le siège s'intensifient, à tel point que les soldats, épuisés par la tâche diurne, ne peuvent plus défendre leur ouvrage la nuit venue. Les Véiens en profitent pour faire des sorties et brûler les constructions romaines. À Rome, ce sentiment d'impuissance réveille une ferveur patriotique : les chevaliers promettent de rejoindre l'armée avec leurs propres chevaux tandis que de nombreux plébéiens se portent volontaires pour accomplir leur service militaire quand bien même le Sénat déciderait de les envoyer sur un autre front.
L'année suivante, en 402 av. J.-C., les Romains doivent faire face à de nouveaux ennemis. Alors qu'au sud la situation n'est pas si stable qu'il paraissait, la ville d'Anxur vient d'être perdue, les Capénates et les Falisques entrent en guerre aux côtés des Véiens et lancent une attaque désorganisant les assiégeants. Les Romains craignent alors une unification de toute l'Étrurie.
En 401 av. J.-C., Rome s'efforce de combattre sur tous les fronts, portant son effort de guerre à un niveau jamais atteint. À Rome, les tribuns de la plèbe accusent l'aristocratie au pouvoir d'être incapable de mettre un terme à la guerre qui entre dans une troisième année à cause de mauvaises décisions qui ne font que prolonger encore la durée de la guerre. D'ailleurs, dans son récit, Tite-Live s'attarde davantage sur les conflits entre les classes sociales et entre les collègues au tribunat militaire que sur le déroulement du siège. Deux des tribuns militaires impliqués dans la défaite de l'année précédente, Manius Sergius Fidenas et Lucius Verginius Tricostus Esquilinus, sont condamnés.
En 399 av. J.-C., selon une recommandation des Livres sibyllins, les Romains célèbrent pour la première fois le rituel du lectisternium durant lequel des simulacres de divinités sont transportés sur des lits de parade (lecti pulvinaria) tout autour de la ville pendant huit jours afin d'apaiser la colère des dieux. En effet, les Romains interprètent leurs échecs à s'emparer de Véies à la volonté des dieux. Ils célèbrent alors une série de rituels qui devraient leur permettre de regagner la faveur des dieux. La célébration du lectisternium ne semble toutefois pas directement liée à l'issue victorieuse du siège de Véies mais plutôt à une série d'épidémies touchant Rome.
Mais alors que les célébrations du festival battent leur plein à Rome, les assiégeants sont de nouveaux attaqués sur deux fronts par les Véiens et une coalition formée par les Falisques et les Capénates. Cette fois-ci, les armées coalisées sont repoussées, preuve selon Tite-Live que le fait d'avoir condamné les chefs militaires trop soucieux de leur propre gloire et d'avoir nommé des chefs plus soucieux de justice et de moralité a redonné de la force aux Romains. Les Véiens demandent alors un soutien de la part des autres cités d'Étrurie mais ces appels restent sans effet. Les autres cités ne semblent pas concernées par ce conflit qui se déroule en bordure méridionale des terres étrusques, au-delà des monts Ciminiens qui constituent un obstacle difficile à franchir pour une éventuelle armée de secours.

### Le prodige du lac Albain
En 398 av. J.-C., le siège de Véies ne semble pas progresser. Tous les tribuns consulaires excepté Lucius Valerius Potitus et Camille partent relever les tribuns de l'année précédente. Lucius Valerius ravage le territoire des Falisques, alliés des Étrusques. C'est donc après une période de calme relatif que Tite-Live situe un nouveau présage religieux (omen) avec le récit du prodige du lac Albain, s'appuyant peut-être sur de brèves mentions dans les annales et développant cet épisode pour étoffer un récit qui manque de rebondissements.

« [...] un lac, dans la forêt d'Albe, s'accrut et s'éleva à une hauteur extraordinaire, sans que l'on pût expliquer cet effet merveilleux, ni par l'eau du ciel, ni par toute autre cause naturelle. Pour savoir ce que les dieux présageaient par ce prodige, on envoya des députés consulter l'oracle de Delphes. Mais un autre interprète avait été placé plus près du camp par les destins : un vieillard de Véies, au milieu des railleries échangées entre les sentinelles romaines et les gardes étrusques, chanta ces paroles d'un ton prophétique : "Tant que les eaux du lac d'Albe n'auront point disparu, le Romain ne sera point maître de Véies." »

— Tite-Live, Histoire romaine, V, 15
Les Romains associent le prodige à l'issue du siège de Véies. Des ambassadeurs sont envoyés à Delphes pour obtenir l'oracle d'Apollon concernant cette montée des eaux inexpliquée d'un lac près d'Albe la Longue. Peu de temps auparavant, un soldat romain fait prisonnier un vieux prédicateur véien qui avait pour habitude de venir sur les murs de la ville pour s'adresser aux troupes romaines. Il s'agit probablement d'une coutume étrusque que des prédicateurs lancent des prophéties aux troupes ennemies puis se laissent capturer puisque ce mode opératoire a déjà été vu lors de la prise de Fidènes. La capture du Véien paraît douteuse étant donné que ses prédications sont ignorées des sénateurs romains qui ne se lancent dans le drainage du lac Albain qu'après avoir pris connaissance de l'oracle de Delphes. L'anecdote du prédicateur véien a pu être introduite dans le récit par souci de cohérence, pour donner une raison aux Romains d'aller quérir l'oracle. À leur retour en 397 av. J.-C., les ambassadeurs rapportent la même explication et le vieillard de Véies, d'abord emprisonné, est chargé d'expier le prodige pour apaiser les dieux. Selon la tradition, les travaux de drainage s'achèvent en 396 av. J.-C., année où elle situe l'assaut final de Camille sur Véies.

## La bataille de Véies

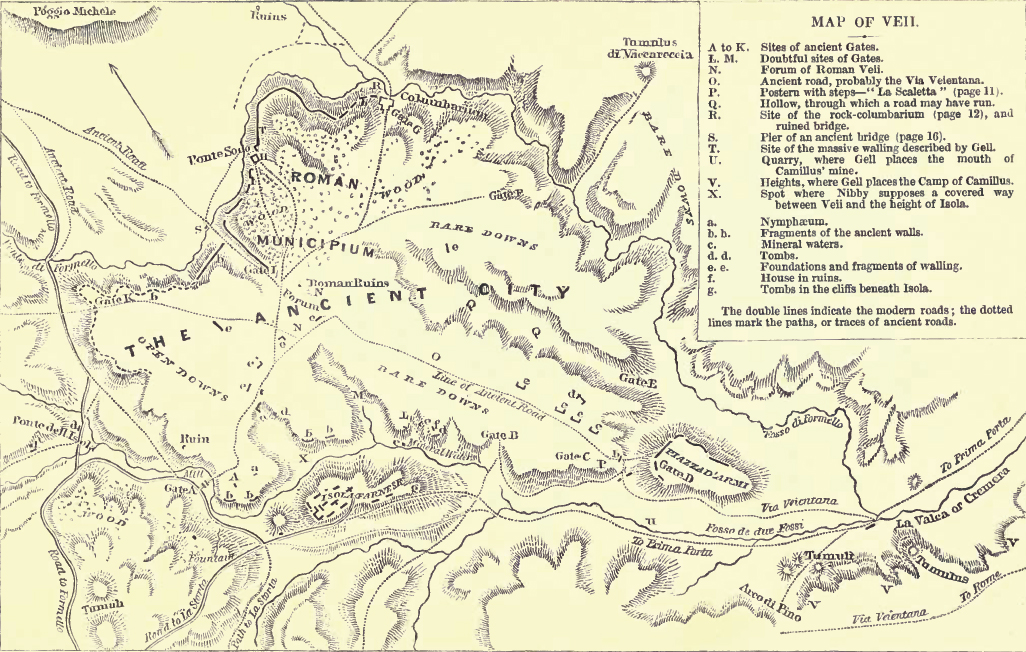
Carte du site antique de Véies, George Dennis, 1848.

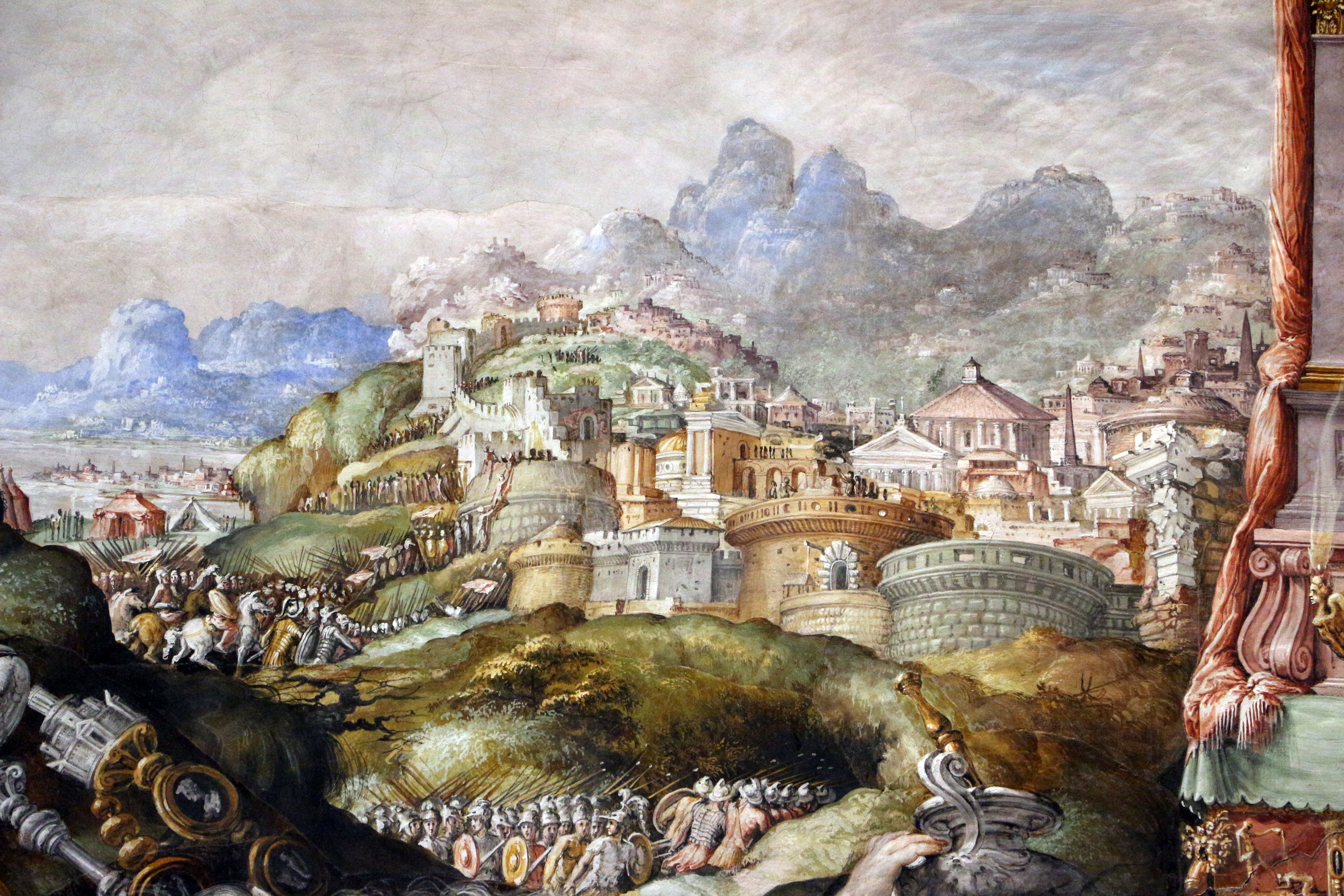
Les troupes romaines commandées par Camille s'emparent de Véies en empruntant un tunnel sur un tableau de Francesco Salviati, 1545.

### L'Evocatiode Junon
En 396 av. J.-C., Camille est nommé dictateur et reprend en main les opérations militaires avec un pouvoir accru par rapport aux tribuns militaires qui se sont succédé jusque-là. Il est présenté par la tradition comme un véritable dux fatalis, instrument du destin qui va faire basculer l'issue d'une guerre devenue décennale. Camille devient l'archétype du général romain à l'esprit chevaleresque épris de droit et de justice et qui se conforme en tout point à la volonté des dieux (pietas). Ce scrupule religieux se manifeste peu avant la bataille finale par le rituel de l'evocatio que Camille mène afin de se concilier les dieux protégeant Véies. Selon Macrobe, Camille prononce une formule déterminée dans l'espoir que les dieux tutélaires de Véies renoncent à protéger cette dernière, soit que Camille pense qu'il n'est pas possible de s'emparer de la ville tant qu'elle bénéficie d'une protection divine, soit qu'il juge sacrilège de s'emparer de la ville et de faire les dieux prisonniers. Selon la tradition, après la mise à sac de la ville, Junon répond favorablement à la requête des Romains qui transportent sa statue à Rome dans un temple construit sur l'Aventin,.

### Le stratagème de Camille
Pour mettre un terme au siège, Camille aurait fait cesser les combats d'escarmouche autour des murs et concentré toutes ses forces dans le creusement d'un tunnel (cuniculus) menant jusque dans la citadelle ennemie. Le tunnel qui passe à quelques mètres des restes des fortifications, dit « ponte sodo » où passe la Cremera-Valchetta, et qui existe encore aujourd'hui, a pu faire croire aux historiens qu'un cuniculus avait été creusé. Aujourd'hui, subsiste en bon état de conservation, une rampe d'accès à l'ouest de la citadelle (dite "place d'armes"), constituée d'environ 20 000 m3 de tessons et d'ex-voto d'argile cuite du Ve siècle a.C. accumulés, semblable à celle de Massada. Cette rampe semble avoir constitué l'accès le plus probable par lequel a pénétré la foule de la plèbe romaine ameutée par Camille pour venir piller la ville. 

« Ainsi tomba Véies, la ville la plus opulente du nom étrusque, et dont la ruine même révéla la grandeur : en effet, après dix étés et dix hivers d'un siège sans relâche, après avoir plus porté que reçu de dommage, à la fin, pressée par une destinée supérieure, elle céda aux travaux de l'art, sans que la force eût pu la réduire. »

— Tite-Live, Histoire romaine, V, 22, 8
Comme pour l'anecdote du prédicateur, la stratégie que Tite-Live prête à Camille semble être inspirée de faits remontant à la prise de Fidènes où un tunnel a également été creusé. L'objectif de l'auteur est probablement de rapprocher son récit du siège de Véies de celui de la guerre de Troie et de l'épisode du cheval de bois. Toutefois, la répétition de certains détails ne remettent pas en cause leur historicité dans l'un ou l'autre des sièges. Concernant le cuniculus, il s'agit d'une tactique de sape connue à l'époque et utilisée pour s'emparer de forteresses jugées imprenables par d'autres moyens. Mais dans le cas de Véies, aucune donnée archéologique n'est venue étayer cette version.

### Le butin de Véies et l'exil de Camille
La distribution et l'usage du butin pris aux Véiens sont une source de tensions entre les plébéiens et Camille. Ayant fait vœu de récompenser Apollon, dieu de Delphes, s'il remportait la victoire, Camille ordonne que tous ceux qui ont reçu une part du butin en concède un dixième pour s'acquitter du montant consacré à Apollon. Ce serait à cause de ce malentendu que Camille aurait été poussé à l'exil. Ce départ est interprété alors comme un mauvais présage, annonciateur de grands périls, qui se concrétise par l'invasion gauloise quelques années plus tard.

## Les conséquences

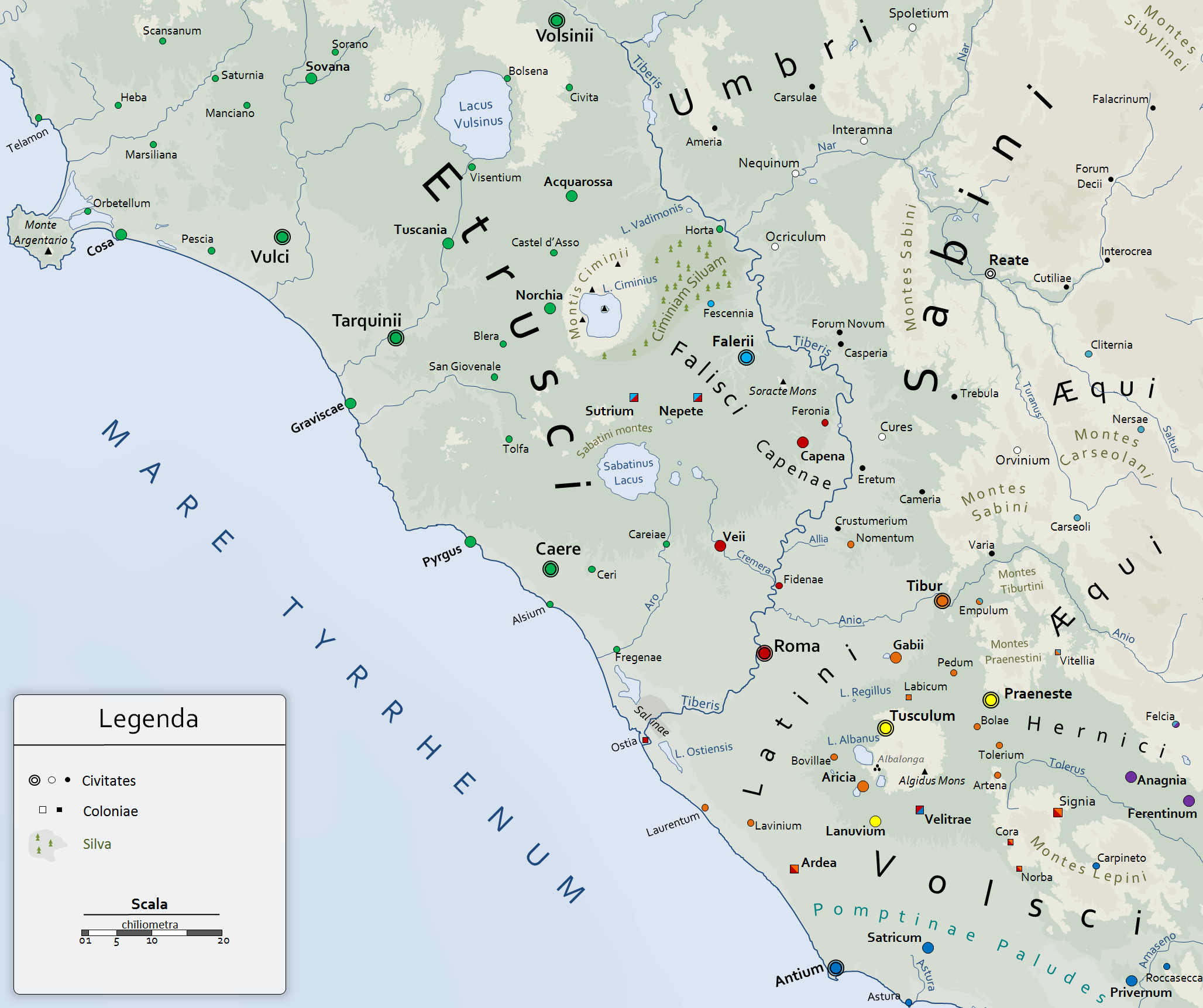
Carte de l'Étrurie méridionale et du nord du Latium au lendemain du sac de Rome de 390/386 av. J.-C..
Légende des couleurs des cités et des colonies :

- Étrusques
- Falisques ennemis de Rome
- Falisques alliés à Rome avec garnison romaine
- Romains
- Colonie romano-latine peuplée majoritairement de Volsques
- Colonie romano-latine
- Latins neutres
- Latins en guerre contre Rome entre 390 et 377
- Èques
- Herniques
- Volsques
- Peuples neutres : Ombriens et Sabins

### L'évolution des stratégies militaires
La guerre contre Véies entraine une évolution dans la manière romaine de conduire une guerre (res nova militi Romano). En général, les campagnes militaires se déroulent durant ce qu'on appelle la saison militaire qui s'étend du début du printemps à la fin de l'automne au plus tard. Durant le siège de Véies, pour la première fois, il arrive que les troupes soient maintenues en campagne pendant l'hiver (hibernacula) afin d'établir un siège continu sur plusieurs années consécutives. C'est également la première fois que les troupes reçoivent une solde, peut-être en compensation pour le soldat qui est tenu loin de son foyer de façon aussi prolongée.

### Les conséquences économiques
Peu après l'annexion des territoires véiens, frontaliers de l'ager romanus, les Romains créent quatre nouvelles tribus rustiques et distribuent des terres, signe que cette troisième guerre a été dès le départ une guerre de conquête territoriale, contrairement à ce qu'affirment les annalistes romains qui la présente comme une guerre défensive. Cette annexion propulse Rome première puissance du Latium, contrôlant le plus vaste territoire, des Monts Ciminiens au nord à Anxur au sud. Le territoire romain passe d'une superficie de quelque 900 km2 à près de 1 600 km2, soit une augmentation d'environ trois quarts par rapport à son ancien territoire.

### L'évolution des relations entre Rome et ses voisins
Cette brusque montée en puissance de Rome remet en cause les rapports de forces établis avec les voisins territoriaux. Il n'est plus question pour Rome de traiter d'égal à égal avec les Latins. Les réunions et le commandement alterné des troupes de la Ligue latine tombe en désuétude. Rome est de plus en plus perçue comme une menace à l'indépendance et à l'intégrité des peuples voisins avec lesquels va se développer une relation de défiance.